# Stechrochen
Die Stech-, Stachel- oder Peitschenschwanzrochen (Dasyatidae) sind eine Familie der Rochen. Die Familie umfasst 19 Gattungen mit etwa 100 Arten.

## Merkmale
Je nach Art sind Stechrochen klein bis sehr groß (22 bis 260 cm breit). Die Rückenseite ist einfarbig oder mehr oder weniger stark gemustert und in der Regel dunkler als die Bauchseite. Der Körper ist unterschiedlich stark abgeflacht und zusammen mit den Brustflossen oval, annähernd rund oder rhombisch. Der Kopf ist vollständig in die Körperscheibe integriert. Die Schnauze ist eckig oder stumpf, manchmal auch stark verlängert. Die rockartig um die Nasenöffnungen sitzenden Nasalhäute sind gut entwickelt. Stechrochen haben fünf Kiemenspalten. Der Schwanz kann kurz und kräftig sein aber auch mehr oder weniger lang mit einer schlanken Basis, manchmal auch sehr lang und peitschenartig. Die Rückenseite der Fische ist glatt oder sehr stachlig und trägt dornige Placoidschuppen oder Tuberkeln. Oft findet sich ein mittiges Dornenband. Rücken- und Schwanzflosse fehlen. Der Schwanz trägt einen bis vier Stacheln und mittig an der Unterseite, manchmal auch auf der Oberseite eine unterschiedlich stark entwickelte Hautfalte.
Die Schwanzstacheln sind teilweise mit Widerhaken versehen und von Drüsengewebe umhüllt, das Gift enthält. Wie die Zähne der Rochen werden diese Stachel regelmäßig alle ein bis zwei Jahre ersetzt. Der stachelbewehrte Schwanz wird hauptsächlich zur Verteidigung eingesetzt und wird bei Gefahr nach vorne über den Körper geschlagen.

## Verbreitung
Das Verbreitungsgebiet der Stechrochen umfasst hauptsächlich den indopazifischen Raum zwischen dem Roten Meer und Ostafrika bis zu den Riffen vor der australischen und neukaledonischen Küste, aber auch im Atlantik gibt es Vorkommen, wie den Amerikanischen Stechrochen (Dasyatis americana) von den Kanaren bis vor die amerikanischen Küsten zwischen New Jersey und Brasilien oder den Gewöhnlichen Stechrochen (Dasyatis pastinaca) von der Nordsee bis zu den Kanaren. Die meisten Arten leben ausschließlich im Meer.
Anders als bei den Vertretern der Familie der Süßwasserstechrochen, die ausschließlich in Flusssystemen Südamerikas vorkommen, gibt es bei den Stechrochen auch Arten, die vom Meer aus die Flüsse hinauf wandern, wie etwa der Federschwanz-Stechrochen (Pastinachus sephen). Nur wenige Arten, wie der Laos-Stechrochen (Hemitrygon laosensis), leben ausschließlich in Flüssen.

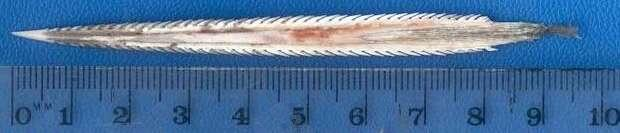
Stachel eines Stechrochens

## Systematik
Zu den Stechrochen werden etwa 100 Arten gezählt, die in 19 Gattungen und vier Unterfamilien zusammengefasst werden. Dazu kommen noch einige bekannte aber bisher unbeschriebene Arten.
- Unterfamilie Dasyatinae
  - Gattung Bathytoshia Whitley, 1933
    - Bathytoshia brevicaudata (Hutton, 1875)
    - Bathytoshia centroura (Mitchill, 1815)
    - Bathytoshia lata (Garman, 1880)

  - Gattung Dasyatis Rafinesque, 1810Gewöhnlicher Stechrochen

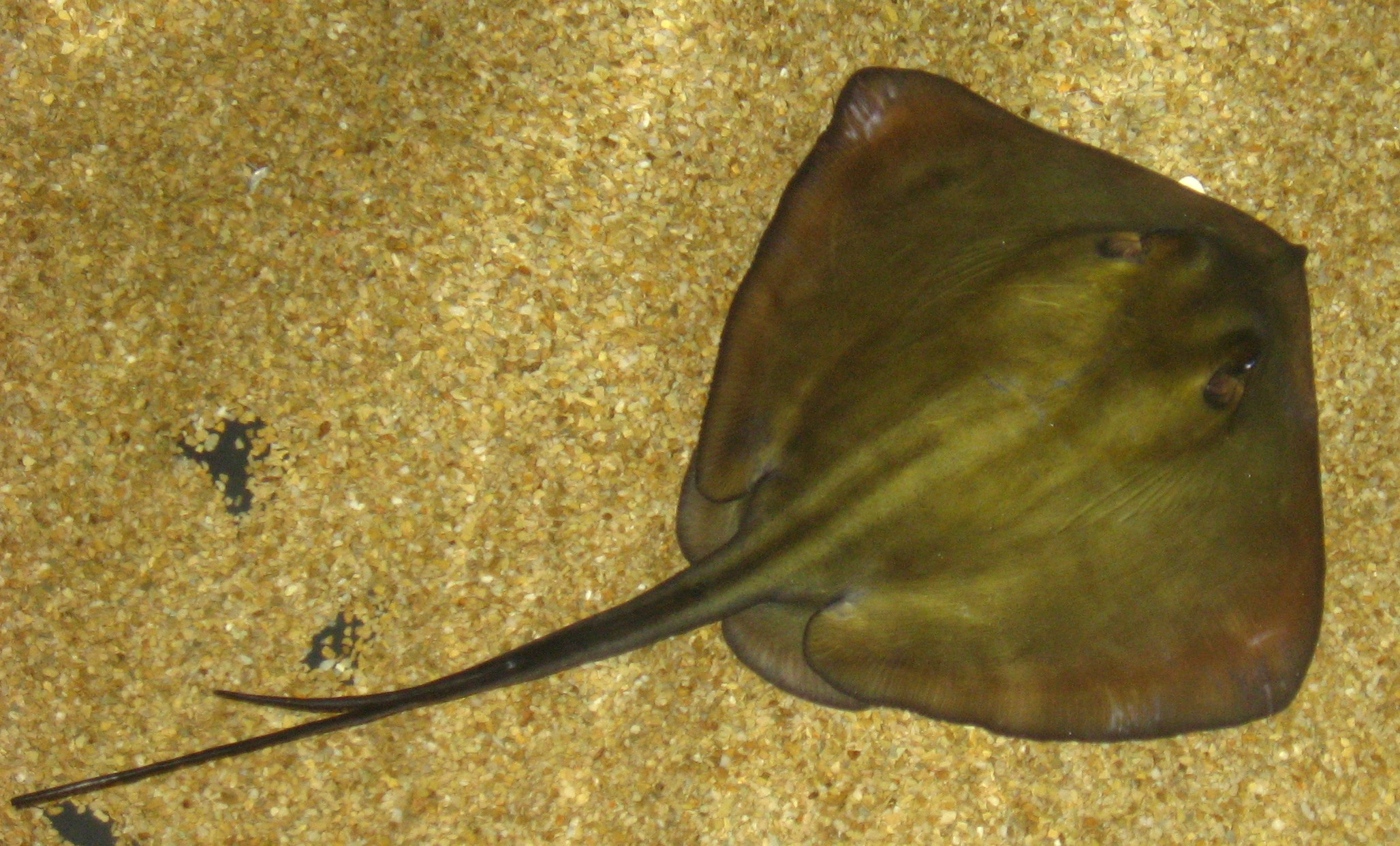
Gewöhnlicher Stechrochen

    - Dasyatis chrysonota (Smith, 1828)
    - Dasyatis hypostigma Santos & Carvalho, 2004
    - Dasyatis marmorata (Steindachner, 1892)
    - Gewöhnlicher Stechrochen (Dasyatis pastinaca (Linnaeus, 1758))
    - Dasyatis tortonesei Capapé, 1977

  - Gattung Hemitrygon Müller & Henle, 1838Hemitrygon bennettii

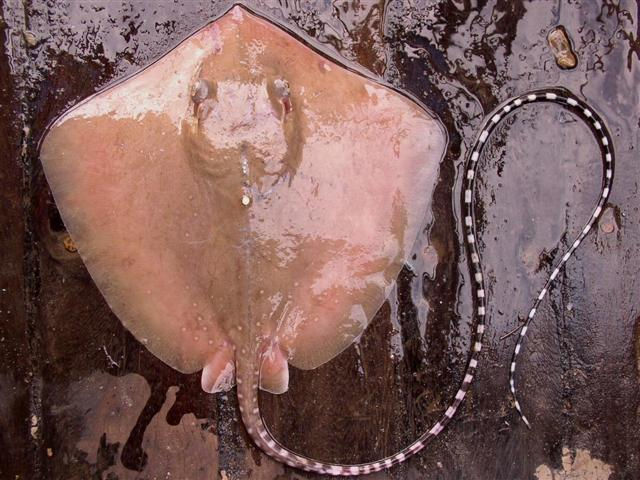
Hemitrygon bennettii

    - Hemitrygon akajei (Müller & Henle, 1841)
    - Hemitrygon bennettii (Müller & Henle, 1841)
    - Hemitrygon fluviorum (Ogilby, 1908),
    - Hemitrygon izuensis (Nishida & Nakaya, 1988)
    - Hemitrygon laevigata (Chu, 1960)
    - Laos-Stechrochen (Hemitrygon laosensis (Roberts & Karnasuta, 1987))
    - Hemitrygon longicauda (Last & White, 2013)
    - Hemitrygon navarrae (Steindachner, 1892)
    - Hemitrygon parvonigra (Last & White, 2008)
    - Hemitrygon sinensis (Steindachner, 1892).

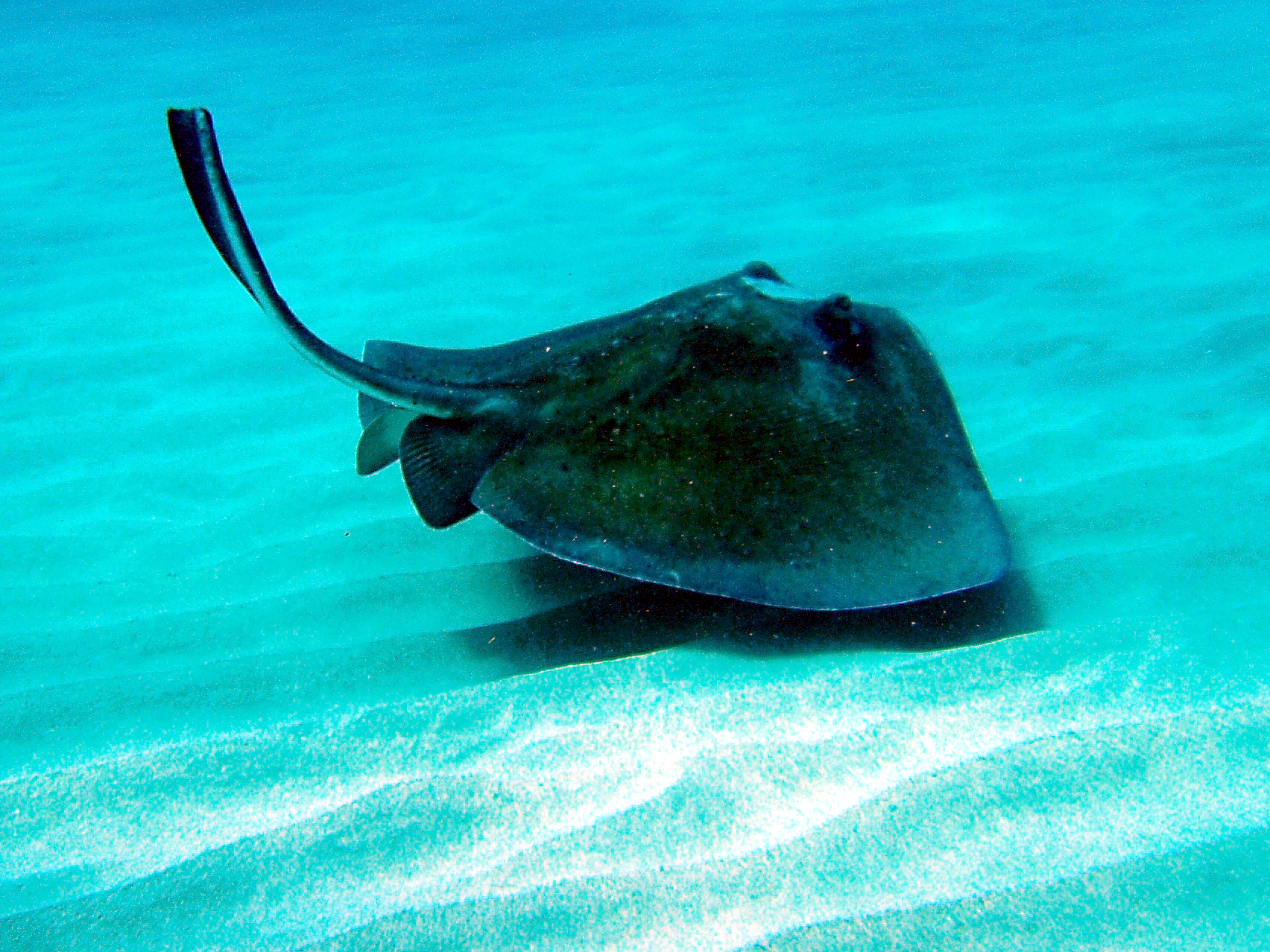
Amerikanischer Stechrochen

  - Gattung Hypanus Rafinesque, 1818Amerikanischer Stechrochen
    - Amerikanischer Stechrochen (Hypanus americanus (Hildebrand & Schroeder, 1928))
    - Hypanus berthalutzae Petean, Naylor & Lima, 2020[2]
    - Hypanus dipterurus (Jordan & Gilbert, 1880)
    - Hypanus guttatus (Bloch & Schneider, 1801)
    - Hypanus longus (Garman, 1880)
    - Hypanus marianae (Gomes, Rosa & Gadig, 2000)
    - Hypanus rudis (Günther, 1870)
    - Atlantischer Stechrochen (Hypanus sabinus (Lesueur, 1824))
    - Hypanus say (Lesueur, 1817)

  - Gattung Megatrygon Last et al., 2016[An 1]
    - Megatrygon microps (Annandale, 1908).

  - Gattung Pteroplatytrygon Fowler, 1910
    - Pelagischer Stechrochen (Pteroplatytrygon violacea (Bonaparte, 1832))

  - Gattung Taeniurops Garman, 1913
    - Taeniurops grabata (Geoffroy Saint-Hilaire, 1817)
    - Taeniurops meyeni (Müller & Henle, 1841).

  - Gattung Telatrygon Last et al., 2016
    - Telatrygon acutirostra (Nishida & Nakaya, 1988)
    - Telatrygon biasa Last, White & Naylor, 2016
    - Telatrygon crozieri (Blyth, 1860)
    - Telatrygon zugei (Müller & Henle, 1841),
- Unterfamilie Neotrygoninae
  - Gattung Neotrygon Castelnau, 1873Grauer Stechrochen
    - Neotrygon annotata (Last, 1987)

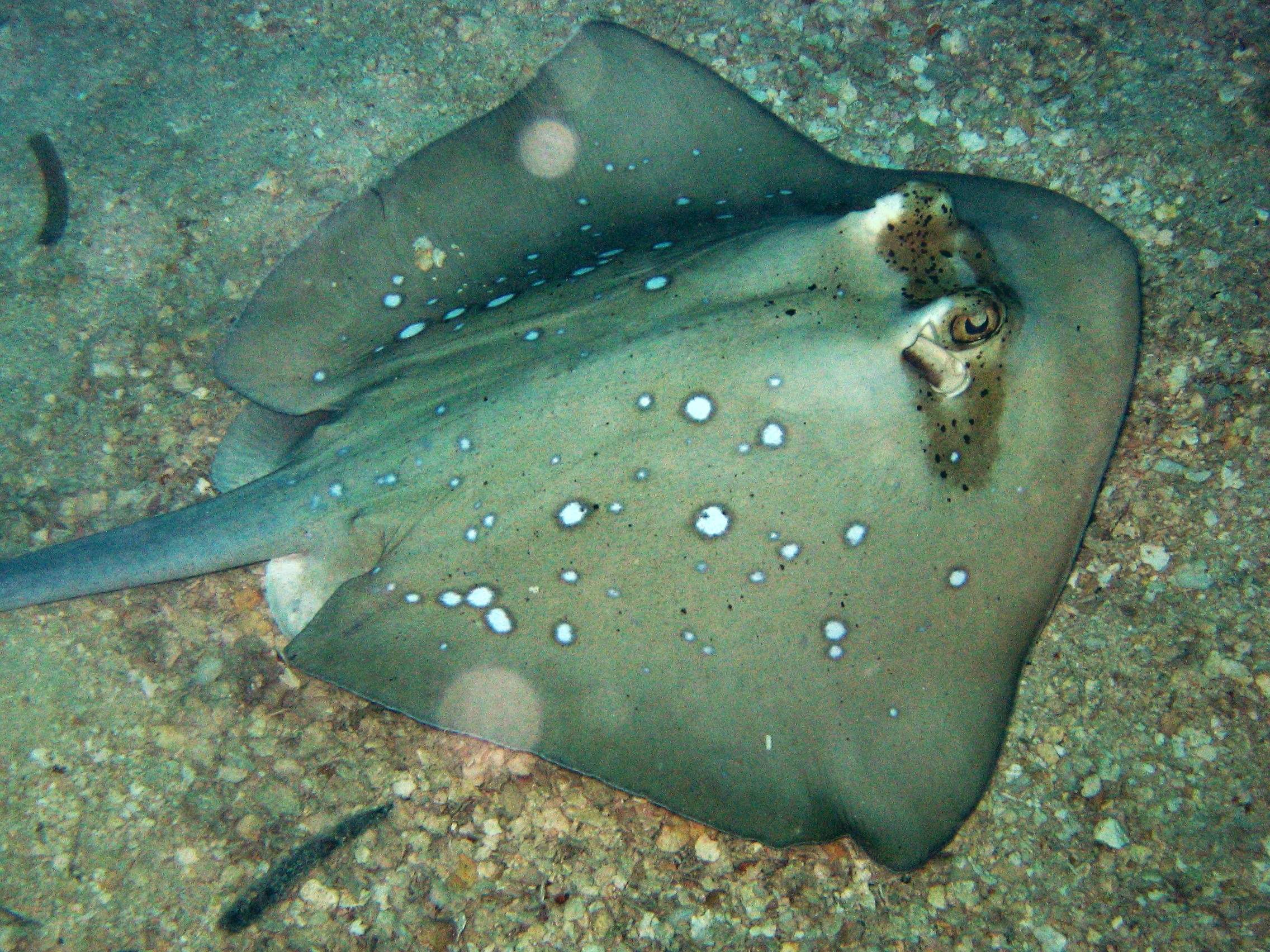
Grauer Stechrochen

    - Neotrygon australiae Last, White & Séret, 2016
    - Neotrygon caeruleopunctata Last, White & Séret, 2016
    - Grauer Stechrochen (Neotrygon kuhlii (Müller & Henle, 1841))
    - Masken-Stechrochen (Neotrygon leylandi (Last, 1987))
    - Neotrygon ningalooensis Last, White & Puckridge, 2010
    - Neotrygon orientale Last, White & Séret, 2016,
    - Neotrygon picta Last & White, 2008
    - Neotrygon trigonoides (Castelnau, 1873)
    - Neotrygon varidens (Garman, 1885)

  - Gattung Taeniura Müller & Henle, 1837
    - Taeniura grabata (Geoffroy Saint-Hilaire, 1817)
    - Taeniura lessoni Last, White & Naylor, 2016
    - Blaupunkt-Stechrochen (Taeniura lymma (Forsskål, 1775))
- Unterfamilie Urogymninae
  - Gattung Brevitrygon Last et al., 2016
    - Brevitrygon heterura (Bleeker, 1852)
    - Brevitrygon imbricata (Bloch & Schneider, 1801)
    - Brevitrygon javaensis (Last & White, 2013)
    - Brevitrygon walga (Müller & Henle, 1841).

  - Gattung Fluvitrygon Last et al., 2016Fluvitrygon signifer

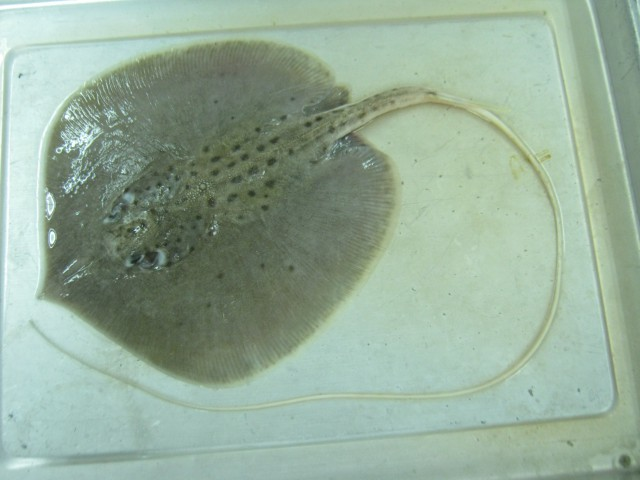
Fluvitrygon signifer

    - Fluvitrygon kittipongi (Vidthayanon & Roberts, 2006)
    - Fluvitrygon oxyrhyncha (Sauvage, 1878)
    - Fluvitrygon signifer (Compagno & Roberts, 1982)

  - Gattung Fontitrygon Last et al., 2016
    - Fontitrygon colarensis (Santos, Gomes & Charvet-Almeida, 2004)
    - Fontitrygon garouaensis (Stauch & Blanc, 1962)
    - Fontitrygon geijskesi (Boeseman, 1948)
    - Fontitrygon margarita (Günther, 1870)
    - Fontitrygon margaritella (Compagno & Roberts, 1984)
    - Fontitrygon ukpam (Smith, 1863).

  - Gattung Himantura Müller & Henle, 1837
    - Himantura australis Last, White & Naylor, 2016
    - Himantura leoparda Manjaji-Matsumoto & Last, 2008
    - Indo-Australischer Tüpfelrochen (Himantura uarnak (Gmelin, 1789))
    - Himantura undulata (Bleeker, 1852)

  - Gattung Maculabatis Last et al., 2016Maculabatis randalli

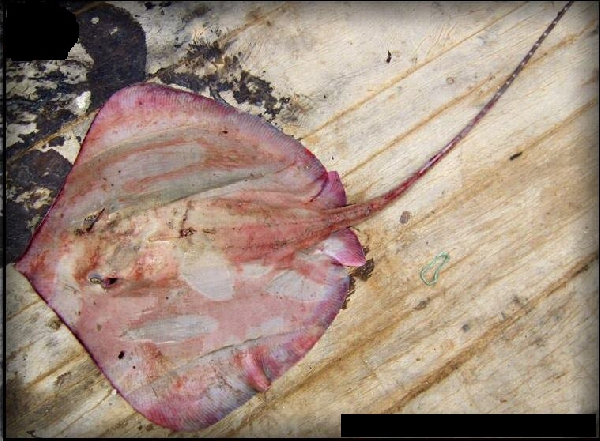
Maculabatis randalli

    - Maculabatis ambigua Last et al., 2016
    - Maculabatis arabica Manjaji-Matsumoto & Last, 2016
    - Maculabatis astra (Last, Manjaji-Matsumoto & Pogonoski, 2008)
    - Maculabatis bineeshi Manjaji-Matsumoto & Last, 2016
    - Maculabatis gerrardi (Gray, 1851)
    - Maculabatis macrura (Bleeker, 1852)
    - Maculabatis pastinacoides (Bleeker, 1852)
    - Maculabatis randalli (Last, Manjaji-Matsumoto & Moore, 2012)
    - Maculabatis toshi (Whitley, 1939)

  - Gattung Pateobatis Last et al., 2016Pateobatis fai

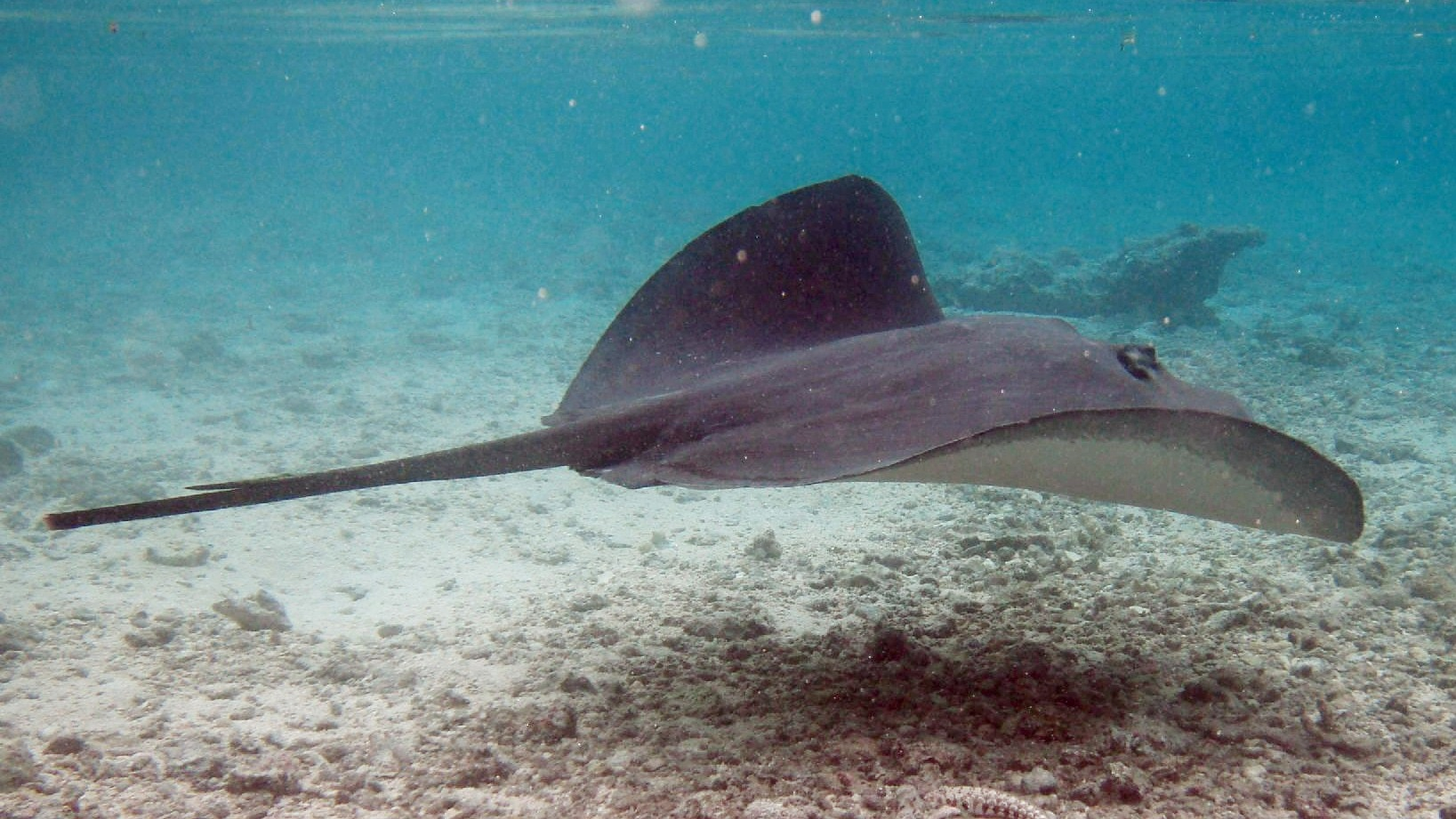
Pateobatis fai

    - Pateobatis bleekeri (Blyth 1860)
    - Pateobatis fai (Jordan & Seale, 1906)
    - Pateobatis hortlei (Last, Manjaji-Matsumoto & Kailola, 2006)
    - Pateobatis jenkinsii (Annandale, 1909)
    - Pateobatis uarnacoides (Bleeker, 1852).

  - Gattung Urogymnus Müller & Henle, 1837
    - Urogymnus acanthobothrium Last, White & Kyne, 2016
    - Igelrochen (Urogymnus asperrimus) (Bloch & Schneider, 1801)
    - Urogymnus dalyensis (Last & Manjaji-Matsumoto, 2008)
    - Urogymnus granulatus (Macleay, 1883),
    - Urogymnus lobistomus (Manjaji-Matsumoto & Last, 2006)
    - Riesen-Süßwasserstechrochen (Urogymnus polylepsis  (Bleeker, 1852))
- Unterfamilie Hypolophinae Stromer, 1910
  - Gattung Makararaja, Roberts, 2007
    - Makararaja chindwinensis, Roberts, 2007

  - Gattung Pastinachus Rüppell, 1829Federschwanz-Stechrochen

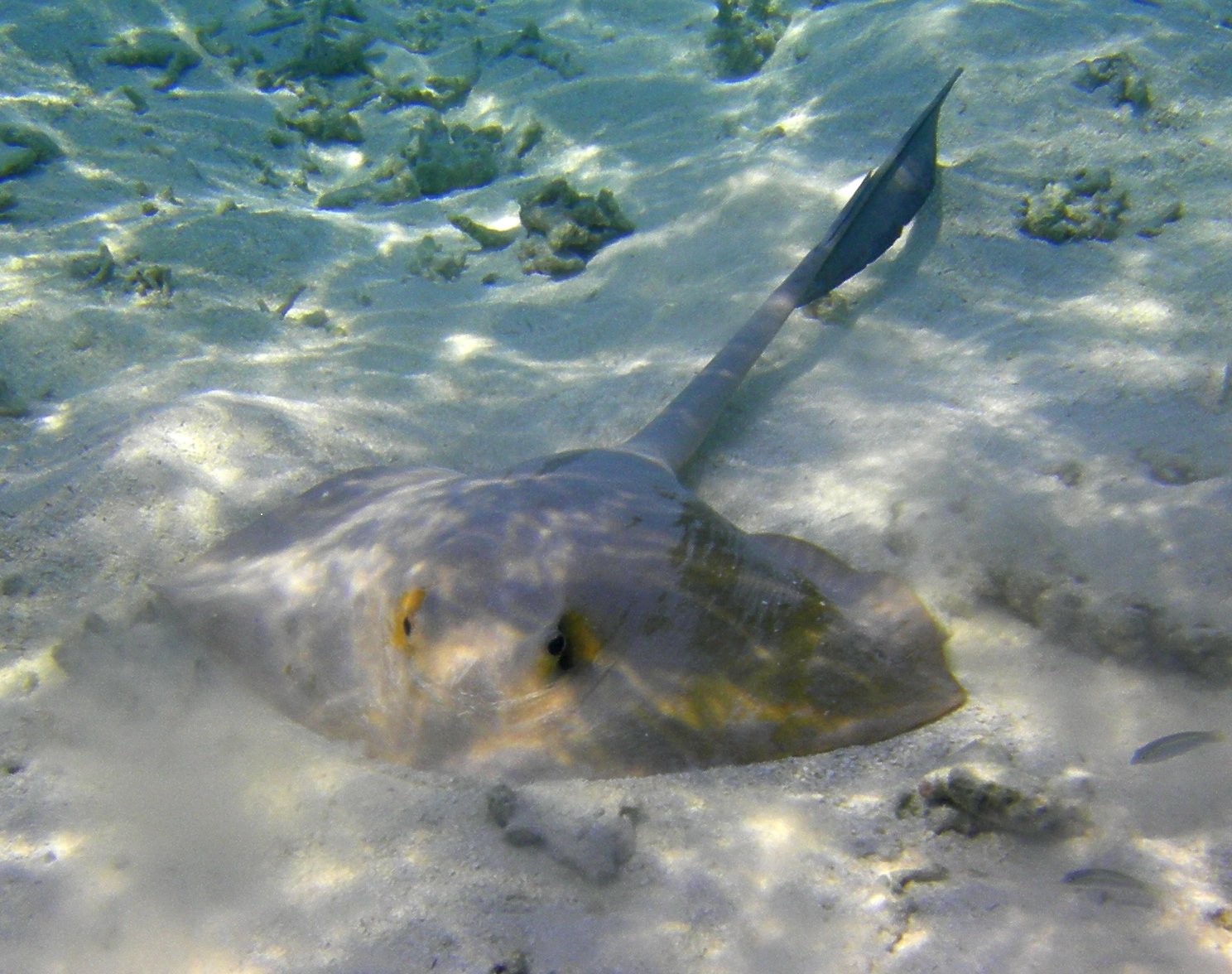
Federschwanz-Stechrochen

    - Pastinachus ater (Macleay, 1883)
    - Pastinachus gracilicaudus Last & Manjaji-Matsumoto, 2010
    - Federschwanz-Stechrochen (Pastinachus sephen) (Forsskål, 1775)
    - Pastinachus solocirostris Last, Manjaji & Yearsley, 2005
    - Pastinachus stellurostris Last, Fami & Naylor, 2010